# Lê Văn Viễn
Lê Văn Viễn (* 1904; † 1972; Spitzname: Bay Vien) war ein südvietnamesischer General und eine zentrale Führungsfigur des kriminellen Syndikats der Bình Xuyên in Französisch-Indochina.

## Herkunft und Werdegang
Le Van Vien wurde in Chợ Lớn als Sohn eines chinesischen Einwanderers aus Chaozhou und einer vietnamesischen Mutter geboren. Sein Vater wurde nach Ankunft in Vietnam Mitglied der chinesischen Geheimgesellschaft Tiandihui und war im organisierten Verbrechen aktiv.
Le Van Vien trat in die Fußstapfen seines Vaters und wurde mit 17 Jahren zu zwanzig Jahren wegen Diebstahls verurteilt. Zwischen 1921 und 1940 wurde er weiterhin fünfmal wegen verschiedener Delikte verurteilt. Bereits vor dem Ausbruch des Zweiten Weltkriegs wurde er von den Behörden Französisch-Indochinas auf der Gefängnisinsel Pulo Condore inhaftiert, konnte sich der Haft jedoch zunächst entziehen, bis er im Dezember 1939 erneut festgenommen wurde.

## Politische Karriere
Er war mittlerweile zu einer Führungsfigur der Binh Xuyen aufgestiegen. Im Verlauf des Zweiten Weltkriegs geriet Französisch-Indochina in die Einflusssphäre Japans. Die Binh Xuyen wurden vom japanischen Militärgeheimdienst als potentielle Verbündete wahrgenommen. Le Van Vien gelang es Anfang 1945, aus der Haft zu fliehen. Nach der Machtübernahme der Japaner in der Kolonie am 9. März 1945 wurde er von den japanischen Besatzungsbehörden zum Polizeichef Saigons ernannt. Im Zuge der Augustrevolution unterstützten die Binh Xuyen die kommunistische Unabhängigkeitsbewegung der Viet Minh gegen die französischen Bestrebungen, die Kolonialherrschaft wiederherzustellen.
Nachdem der Anführer des Syndikats Ba Duong im Februar 1946 durch einen französischen Luftangriff getötet wurde, wurde Le Van Vien sein Nachfolger als Kopf des Syndikats. Er führte die Kooperation mit den Viet Minh fort und wurde vom Viet-Minh-Kommandeur im Süden Nguyễn Bình zum Stellvertreter der Interzone VII ernannt.
Im Juni 1948 ging Le Van Vien mit den ihm gegenüber loyalen Bewaffneten zu den Franzosen über. Diese Allianz wurde durch einen formalen Empfang Le Van Viens bei Bảo Đại unter Anwesenheit des französischen Generals Pierre Boyer de Latour du Moulin formalisiert und Le Van Vien als Oberst in die Streitkräfte der mit Frankreich assoziierten Republik aufgenommen. 1952 erlangte er für die Binh Xuyen eine Konzession für das Glücksspiel in Saigon und wurde zum Brigadegeneral befördert.
Von 1951 bis 1955 übten Le Van Vien und das Syndikat mit Billigung Bao Dais und der Franzosen die De-facto-Kontrolle über den Großraum Saigon-Cholon aus.
Nach der Niederlage Frankreichs im Indochinakrieg und der Teilung des Landes geriet Le Van Vien in Konflikt mit dem von den USA gestützten Ngo Dinh Diem. Dieser zerschlug die Strukturen des Syndikats 1955 mit militärischer Gewalt. Le Van Vien floh daraufhin nach Frankreich, wo er 1972 im Exil verstarb.